# Avola (cognome)
Avola è un cognome di lingua italiana.

## Varianti
Avolos, D'Avola, D'Avolos, Davola.

## Origine e diffusione
Il cognome è tipico della Sicilia orientale.
Potrebbe derivare dal toponimo Avola, dal latino avula, "nonna", con significato complessivo di "terra degli antenati". È affiancabile per paronomasia al cognome Davoli.

## Persone
- Flaminia Avola – pallanuotista italiana
- Giorgio Avola – schermidore italiano